# Aguascalientia panamaensis
Aguascalientia panamaensis es una extinta especie de camello miniatura que vivió en el norte de Suramérica y Centroamérica, fue encontrada al norte del canal de Panamá en la Formación  Las Cascadas. El registro de esta especie en latitudes sur dan un indicio de la amplia distribución de este género de camellos endémicos de Norteamérica.

## Descripción
Floridatragulina pequeña que difiere de todas las especies de Aguascalientia en tener un pequeño fosetido entre metacónido e hipoconido en p3; diastema p1 – c1 más largo que m2 de longitud; y estilos bien desarrollados en molares inferiores y superiores.

## Etimología
Panamá–: nombre de la República de Panamá, el país en el que se recuperaron los fósiles y –ensis, sufijo latino para 'originario de'.